# Estadio Tecnológico
El Estadio Tecnológico fue un estadio olímpico situado en la ciudad de Monterrey, capital del estado de Nuevo León en México, y formaba parte de las instalaciones del Tecnológico de Monterrey. Sirvió como sede para el equipo de fútbol americano Borregos Salvajes del Tecnológico de Monterrey y fue sede hasta el Clausura 2015 del Club de Fútbol Monterrey, participante de la primera división de México, quien se mudó al Estadio BBVA Bancomer. El estadio fue demolido para construir en esta área el distrito Tec, luego de la construcción del centro deportivo Borrego, estadio de 10 000 personas y abierto en abril de 2019.
Contó con una capacidad de 36,485 lugares y estaba ubicado junto al campus del ITESM. Fue objeto de dos remodelaciones mayores. Construido en 1950 por el reconocido arquitecto Federico Velasco, el estadio recibió premios y reconocimientos por su diseño como el World Arq en 1973. Fue inaugurado el 17 de julio de 1950 por el entonces presidente de México Miguel Alemán Valdés. El propósito inicial del estadio fue el de alojar al equipo de fútbol americano del Tecnológico de Monterrey, los Borregos Salvajes, pero después alojó a un gran número de deportes, siendo los más representativos el fútbol y el fútbol americano.

## Historia
El estadio fue construido en tres etapas (la construcción inició en 1949). La primera, en colaboración con el arquitecto Ricardo Guajardo, comprende el primer nivel y las rampas de acceso. La segunda etapa se realizó en colaboración con el arquitecto Eduardo Padilla. La construcción de ambas etapas fue financiada con la venta de palcos y asientos a permanencia vitalicia. La construcción original tenía una capacidad para 19,000 espectadores, misma que se amplió a 33,500 en 1965, con la instalación de una tribuna volada.
En 1952 el Club de Fútbol Monterrey regresó a la Segunda División de México y registró el Estadio Tecnológico como su sede, el primer partido de futbol fue la derrota ante el Veracruz 1-3 (el primer gol anotado fue obra de Joaquín Parrilla II). El primer partido en primera división fue la derrota 0-4 ante Chivas. Los rayados jugarían en este estadio desde 1952 hasta 1973 y después desde 1980 hasta 2015.
En 1986 se construyó la herradura de la parte norte en 1986 para ampliar el estadio a 38,000 y albergar algunos partidos de la Copa Mundial de Fútbol de 1986; también fue sede de la Copa Mundial de Fútbol Juvenil de 1983. La superficie atlética de tartán fue colocada en 1991 (en color azul misma que cambió a rojo en 2002). También se instalaron palcos los cuales redujeron la capacidad a 36,485, en 2012 se agregó una terraza al sur del inmueble.
A mediados de la década de los 2000's el técnico Miguel Herrera declaró obsoleto el estadio por lo que el Monterrey y FEMSA planearon construir un nuevo estadio a un costado del parque La Pastora.
El 9 de mayo de 2015 se jugó el último partido oficial en el inmueble con un duelo entre el Monterrey y los Pumas UNAM. El resultado fue un 2-2. El último gol que se anotó en el estadio fue de Jesús Zavala.
El primer Clásico Regiomontano fue disputado en 1960 en la victoria 2-0 del Monterrey, y el último sería en 2014 con el empate 2-2.
El último encuentro de fútbol fue un partido amistoso el 14 de noviembre de 2015 entre las leyendas de los clásicos regios: por un lado los jugadores históricos de los Rayados de Monterrey y por el otro los de Tigres de la UANL. El encuentro acabó con un triunfo para los visitantes con marcador de 4 a 1. Sin embargo, se decidió jugar una segunda edición del clásico de leyendas el 25 de junio de 2016 en donde los Rayados cobraron revancha al ganar 2 a 1, y así fue como se dijo adiós el recinto deportivo.
Fungió como la casa del equipo Fundidores de la Liga de Fútbol Americano Profesional de México (LFA). El domingo 9 de abril de 2017 los Fundidores de Monterrey recibieron a los Mayas en el último partido de temporada regular de la LFA y fue el último partido oficial que se jugó en el Estadio Tecnológico antes de que sea demolido para dar paso a un complejo deportivo.
El 3 de julio de 2017 se inició el trabajo de demolición del estadio en su primera etapa, que únicamente derribó la zona conocida como La Herradura. Esto para permitir que el 1 de septiembre se celebrara el último clásico entre los Borregos Salvajes y los Auténticos Tigres que terminó 21-10 a favor del conjunto visitante. Tras este partido se continuó con la segunda etapa de desmantelamiento que finalizó en el mes de diciembre.

## Partidos internacionales

### Copa Mundial de Fútbol Juvenil de 1983
- Fase de grupos

| 4 de junio de 1983, 17:00 | Unión Soviética | 0:1 (0:0) | Nigeria         |                                                                     |                                                                     |
|                           |                 | Reporte   | Okoronwanta 78' | Asistencia: 37.837 espectadores Árbitro(s): Fermín Ramírez (México) | Asistencia: 37.837 espectadores Árbitro(s): Fermín Ramírez (México) |

| 6 de junio de 1983, 21:00 | Países Bajos                         | 3:2 (1:0) | Unión Soviética            |                                                                           |                                                                           |
|                           | Duut 12' · Been 48' · Van Basten 49' | Reporte   | Salimov 40' · Protasov 46' | Asistencia: 27.136 espectadores Árbitro(s): José Martínez Bazán (Uruguay) | Asistencia: 27.136 espectadores Árbitro(s): José Martínez Bazán (Uruguay) |

| 9 de junio de 1983, 21:00 | Nigeria | 0:0     | Países Bajos |                                                                      |                                                                      |
|                           |         | Reporte |              | Asistencia: 41.283 espectadores Árbitro(s): Andrzej Libich (Polonia) | Asistencia: 41.283 espectadores Árbitro(s): Andrzej Libich (Polonia) |

- Cuartos de final

| 11 de junio de 1983, 17:00 | Uruguay      | 1:2 (1:1, 0:0) (t. s.) | Corea del Sur         |                                                                             |                                                                             |
|                            | Martínez 71' | Reporte                | Yon Ho Shin 54', 104' | Asistencia: 39.876 espectadores Árbitro(s): Carlos Luis Alfaro (Costa Rica) | Asistencia: 39.876 espectadores Árbitro(s): Carlos Luis Alfaro (Costa Rica) |

- Semifinales

| 15 de junio de 1983, 17:00 | Corea del Sur    | 1:2 (1:1) | Brasil                  |                                                                       |                                                                       |
|                            | Jong Boo Kim 14' | Reporte   | Gilmar 22' · Santos 81' | Asistencia: 55.914 espectadores Árbitro(s): Jan Keizer (Países Bajos) | Asistencia: 55.914 espectadores Árbitro(s): Jan Keizer (Países Bajos) |

### Copa Mundial de Fútbol de 1986
- Fase de grupos

| 12 de junio de 1986, 12:00 | Argelia | 0:3 (0:1) | España                      |                                                                   |                                                                   |
|                            |         | Reporte   | Calderé 15', 68' · Eloy 70' | Asistencia: 23.980 espectadores Árbitro(s): Shizuo Takada (Japón) | Asistencia: 23.980 espectadores Árbitro(s): Shizuo Takada (Japón) |

| 3 de junio de 1986, 16:00 | Portugal          | 1:0 (0:0) | Inglaterra |                                                                            |                                                                            |
|                           | Carlos Manuel 75' | Reporte   |            | Asistencia: 23.000 espectadores Árbitro(s): Volker Roth (Alemania Federal) | Asistencia: 23.000 espectadores Árbitro(s): Volker Roth (Alemania Federal) |

| 6 de junio de 1986, 16:00 | Inglaterra | 0:0     | Marruecos |                                                                                    |                                                                                    |
|                           |            | Reporte |           | Asistencia: 20.200 espectadores Árbitro(s): Efrain Gabriel González Roa (Paraguay) | Asistencia: 20.200 espectadores Árbitro(s): Efrain Gabriel González Roa (Paraguay) |

| 11 de junio de 1986, 16:00 | Inglaterra           | 3:0 (3:0) | Polonia |                                                                 |                                                                 |
|                            | Lineker 9', 14', 34' | Reporte   |         | Asistencia: 22.700 espectadores Árbitro(s): Andre Daina (Suiza) | Asistencia: 22.700 espectadores Árbitro(s): Andre Daina (Suiza) |

## Partidos de laselección mexicana
| 10-feb-1993 | Amistoso                   | México | 2-0 | Venezuela              |
| 16-nov-1995 | Amistoso                   | México | 1-4 | Rumania                |
| 05-jul-2000 | Amistoso                   | México | 2-1 | Venezuela              |
| 11-abr-2001 | Amistoso                   | México | 1-0 | Chile                  |
| 17-nov-2004 | Clasificación mundial 2006 | México | 8-0 | San Cristóbal y Nieves |

## Finales disputadas
Primera división de México
- México 1986**
- 1992-1993**
- Clausura 2003*
- Apertura 2004**
- Apertura 2005**
- Apertura 2009*
- Apertura 2010**
- Clausura 2012*

Copa México
- 1991***

Liga de Campeones de la Concacaf
- 2010-11*
- 2011-12*
- 2012-13**

"*"Ida, "**"Vuelta, "***"Partido único

## Otros eventos
- Galatlética 2005 con Ana Gabriela Guevara y Tonique Williams
- New Jersey Syndicate Tour de Bon Jovi
- Vertigo Tour de U2
- The E.N.D. World Tour de The Black Eyed Peas

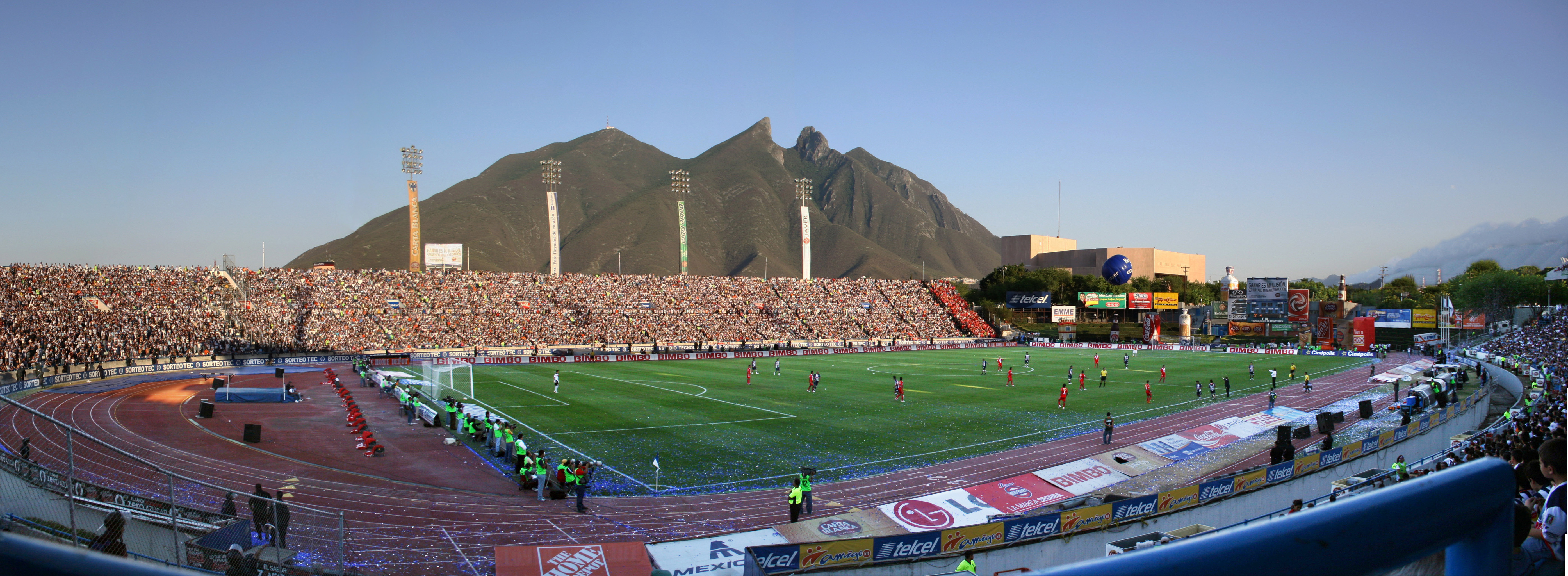
Imagen panorámica durante un partido contra Veracruz en 2008